# Apogon rubrimacula
 Apogon rubrimacula és una espècie de peix de la família dels apogònids i de l'ordre dels perciformes.

## Morfologia
Els mascles poden assolir els 4,5 cm de longitud total.

## Distribució geogràfica
Es troba a Salomó, Nova Caledònia, la Gran Barrera de Corall, Papua Nova Guinea i Fidji.